# Jacob Frans de Ranitz
Jacob Frans de Ranitz, heer van Doornik, (Paramaribo, 26 april 1773 – Doornik, 26 september 1838) was een Nederlandse militair en burgemeester.

## Leven en werk
De Ranitz was lid van de familie De Ranitz en een zoon van Johan Bernard Sigismund de Ranitz (1731-1811) en Anna Margaretha Martini (1738-1821). Ten tijde van zijn geboorte was zijn vader kapitein van een divisie burgers en plantagehouder in Suriname. Hij trouwde in 1801 met Catharina Henrietta Cornelia Cock (1776-1858).
De Ranitz had aanvankelijk een loopbaan bij de marine, hij bracht het tot luitenant-ter-zee. In 1791 stapte hij over naar de landmacht, waar hij diende bij de cavalerie en vanaf 1794 bij de infanterie. Hij werd maire van Lent (1811-1817) en was van 1817 tot zijn overlijden schout en burgemeester van Bemmel. Hij was daarnaast heemraad in Over-Betuwe.
De Ranitz overleed op 65-jarige leeftijd.